# Léon Brouwier
  Léon Brouwier, né à Aubel, le 18 décembre 1847 et décédé à Liège le 1er mars 1922 fut un homme politique belge francophone libéral.
Il fut vétérinaire.
Il fut membre du parlement,, et conseiller provincial de la province de Liège.